# Onthophagus aereopictus
Onthophagus aereopictus är en skalbaggsart som beskrevs av Antoine Boucomont 1914. Onthophagus aereopictus ingår i släktet Onthophagus och familjen bladhorningar. Utöver nominatformen finns också underarten O. a. rubropictus.